# Anacleora haploocnema
Anacleora haploocnema là một loài bướm đêm trong họ Geometridae.